# Possibilities
Possibilities es un álbum de estudio del músico de jazz estadounidense Herbie Hancock, publicado en los Estados Unidos el 30 de agosto de 2005 por Vector Recordings. El álbum cuenta con colaboraciones de músicos invitados como John Mayer, Carlos Santana, Sting, Annie Lennox y Paul Simon.

## Lista de canciones
1. "Stitched Up" (con John Mayer) (Herbie Hancock, John Mayer) – 5:27
2. "Safiatou" (con Carlos Santana y Angélique Kidjo) (Harold Alexander) – 5:25
3. "A Song for You" (con Christina Aguilera) (Leon Russell) – 7:05
4. "I Do It for Your Love" (con Paul Simon) (Paul Simon) – 5:58
5. "Hush, Hush, Hush" (con Annie Lennox) (Paula Cole) – 4:46
6. "Sister Moon" (con Sting) (Sting) – 6:54
7. "When Love Comes to Town" (con Jonny Lang y Joss Stone) (Adam Clayton, David Evans, Larry Mullen, Jr., Paul Hewson) – 8:41
8. "Don't Explain" (con Damien Rice y Lisa Hannigan) (Arthur Herzog Jr., Billie Holiday) – 4:53
9. "I Just Called to Say I Love You" (con Raúl Midón) (Stevie Wonder) – 5:27
10. "Gelo na Montanha" 1 (con Trey Anastasio) (Cyro Baptista, Herbie Hancock, Trey Anastasio) – 3:48